# Hum Stubički
Hum Stubički falu Horvátországban Krapina-Zagorje megyében. Közigazgatásilag Gornja Stubicához tartozik.

## Fekvése
Zágrábtól 20 km-re északra, községközpontjától 2 km-re keletre a Horvát Zagorje területén a megye délkeleti részén fekszik.

## Története
A településnek 1857-ben 545, 1910-ben 916 lakosa volt. Trianonig Zágráb vármegye Stubicai járásához tartozott. 2001-ben 607 lakosa volt.

## Nevezetességei
A Fabijanec-Horvat-kastély 1882-ben épült. A déli, reprezentatív oldalon egy magasföldszintes épületrész található alagsorral, az északi oldalon pedig egy földszintes részt találunk. A középső rizalitot egy háromszögletű oromzat és egy kőkorlátos terasz zárja le, amelyet az alagsorban egy nyitott, árkádos tornác hatalmas oszlopai tartanak. A belső tér meghatározó helyisége a déli oldalon kialakított három szalon, míg a gazdasági helyiségek az északkeleti oldalon találhatók. Minden lakóterület síkmennyezettel van lefedve, míg az alagsor poroszsüveges és gerendás boltozattal van ellátva. A késő klasszicista stílusú kúria, amely tökéletesen illeszkedik a környezet hangulatához, a vidéki kastélyépítészet értékes műemléke.